# رأس جمسة
رأس جمسة أو جِمشة أو راس جِمسة بكسر الجيم هي خليج صغير ومنطقة سياحية في جنوب خليج السويس بمصر علي ساحل البحر الأحمر.
يوجد بالمنطقة حقل نفطي ومصفاة لتكرير النفط تتسب أحياناً في حدوث تسرب نفطي.

## المناخ
يعتبر مناخ راس جمسة مناخاً جافاً. إذ يبلغ متوسط درجة الحرارة 26 درجة مئوية وشهر أغسطس هو أكثر الشهور حرارة عند متوسط 33 درجة مئوية وأبرد شهر هو يناير عند متوسط 18 درجة مئوية. ويبلغ متوسط هطول الأمطار 39 ملم في السنة. ويعتبر مارس الشهر الأكثر هطولاً للأمطار بمعدل 23 مم من الأمطار وفبراير الأكثر رطوبة بنسبة 1 مم.
| مخطط المناخ راس جمسة | مخطط المناخ راس جمسة | مخطط المناخ راس جمسة | مخطط المناخ راس جمسة | مخطط المناخ راس جمسة | مخطط المناخ راس جمسة | مخطط المناخ راس جمسة | مخطط المناخ راس جمسة | مخطط المناخ راس جمسة | مخطط المناخ راس جمسة | مخطط المناخ راس جمسة | مخطط المناخ راس جمسة |
| --- | -------------------- | -------------------- | -------------------- | -------------------- | -------------------- | -------------------- | -------------------- | -------------------- | -------------------- | -------------------- | -------------------- |
| 01 | 02                   | 03                   | 04                   | 05                   | 06                   | 07                   | 08                   | 09                   | 10                   | 11                   | 12                   |
| 2 22 14 | 1 23 15              | 23 28 17             | 1 31 19              | 2 36 23              | 1 36 25              | 1 38 27              | 1 38 28              | 1 37 26              | 1 33 24              | 3 29 21              | 1 23 17              |
| متوسط درجة-الحرارة °س مجاميع الهطل مم |                      |                      |                      |                      |                      |                      |                      |                      |                      |                      |                      |
| بالوحدات الإنكليزية \| 01 \| 02 \| 03 \| 04 \| 05 \| 06 \| 07 \| 08 \| 09 \| 10 \| 11 \| 12 \| \| 0.1 72 57 \| 0 73 59 \| 0.9 82 63 \| 0 88 66 \| 0.1 97 73 \| 0 97 77 \| 0 100 81 \| 0 100 82 \| 0 99 79 \| 0 91 75 \| 0.1 84 70 \| 0 73 63 \| \| متوسط درجة-الحرارة °ف مجاميع الهطول ″ \| \| \| \| \| \| \| \| \| \| \| \| |                      |                      |                      |                      |                      |                      |                      |                      |                      |                      |                      |
| 01 | 02                   | 03                   | 04                   | 05                   | 06                   | 07                   | 08                   | 09                   | 10                   | 11                   | 12                   |
| 0.1 72 57 | 0 73 59              | 0.9 82 63            | 0 88 66              | 0.1 97 73            | 0 97 77              | 0 100 81             | 0 100 82             | 0 99 79              | 0 91 75              | 0.1 84 70            | 0 73 63              |
| متوسط درجة-الحرارة °ف مجاميع الهطول ″ |                      |                      |                      |                      |                      |                      |                      |                      |                      |                      |                      |

| 01                                    | 02      | 03        | 04      | 05        | 06      | 07       | 08       | 09      | 10      | 11        | 12      |
| 0.1 72 57                             | 0 73 59 | 0.9 82 63 | 0 88 66 | 0.1 97 73 | 0 97 77 | 0 100 81 | 0 100 82 | 0 99 79 | 0 91 75 | 0.1 84 70 | 0 73 63 |
| متوسط درجة-الحرارة °ف مجاميع الهطول ″ |         |           |         |           |         |          |          |         |         |           |         |